# Andrej Jerjomenko
Andrej Ivanovitj Jerjomenko (ry.: Андре́й Ива́нович Ерёменко; uk.: Андрій Іванович Єрьоменко) född 14 oktober 1892 i Markovka i närheten av Charkov, död 19 november 1970 i Moskva, var en sovjetisk militär, utnämnd till marskalk av Sovjetunionen 1955. 
Andrej Jerjomenko deltog i första världskriget och avancerade då till underofficer. Han anslöt sig vid revolutionen till röda armén och fick 1918 ett befäl i Semjon Budjonnyjs kavalleri. Jerjomenko var vid andra världskriget chef för 1:a Fjärran östernarmén. Han blev generallöjtnant 1940 och general 1941, under sommarfälttåget 1941 stred han på ryska västfronten samt var som chef för en stötarmé med i striderna vid Velikije Luki 1942. Efter den ryska reträtten mot Stalingrad blev Jerjomenko chef för denna front och bidrog därefter i hög grad till segern vid Stalingrad. Sommaren 1943 förflyttades Jerjomenko till centralfronten och deltog där bland annat i striderna vid Vitebsk. Som chef för en kustarmé, vilken anföll över Kertj i april 1944, medverkade han vid Krims återerövring. Redan sommaren 1944 blev Jerjomenko chef för 2:a baltiska fronten, där han intog bland annat Riga, samt blev i april 1945 chef för 4:e ukrainska fronten, där han anföll över Karpaterna in i Slovakien. Jerjomenko var från 1947 chef för Västra Sibiriens militärdistrikt.